# Chris Seitz
Pour les articles homonymes, voir Seitz.
Chris Seitz est un joueur américain de soccer né le 12 mars 1987 à San Luis Obispo, Californie (États-Unis). Il évolue au poste de gardien de but.